# Colt M1878
O Colt M1878 é um revólver de ação dupla fabricado pela Colt's Patent Fire Arms de 1878 a 1907, ele também era conhecido como "Frontier" ou "Double Action Army". Um total de 51.210 unidades do "Model 1878" foram produzidos, incluindo 4.600 para o Departamento de Ordenança. Esses eram conhecidos como "Philippine" ou "Alaskan".

## Histórico
Samuel Colt fez experiências com sistemas de revólver de ação dupla, mas os considerou pouco confiáveis. Depois que a patente da Colt expirou em 1857, outros fabricantes começaram a produzir revólveres de dupla ação, mas a Colt's Manufacturing não fabricou seu próprio revólver de dupla ação até 1877, vinte anos após o vencimento da patente.

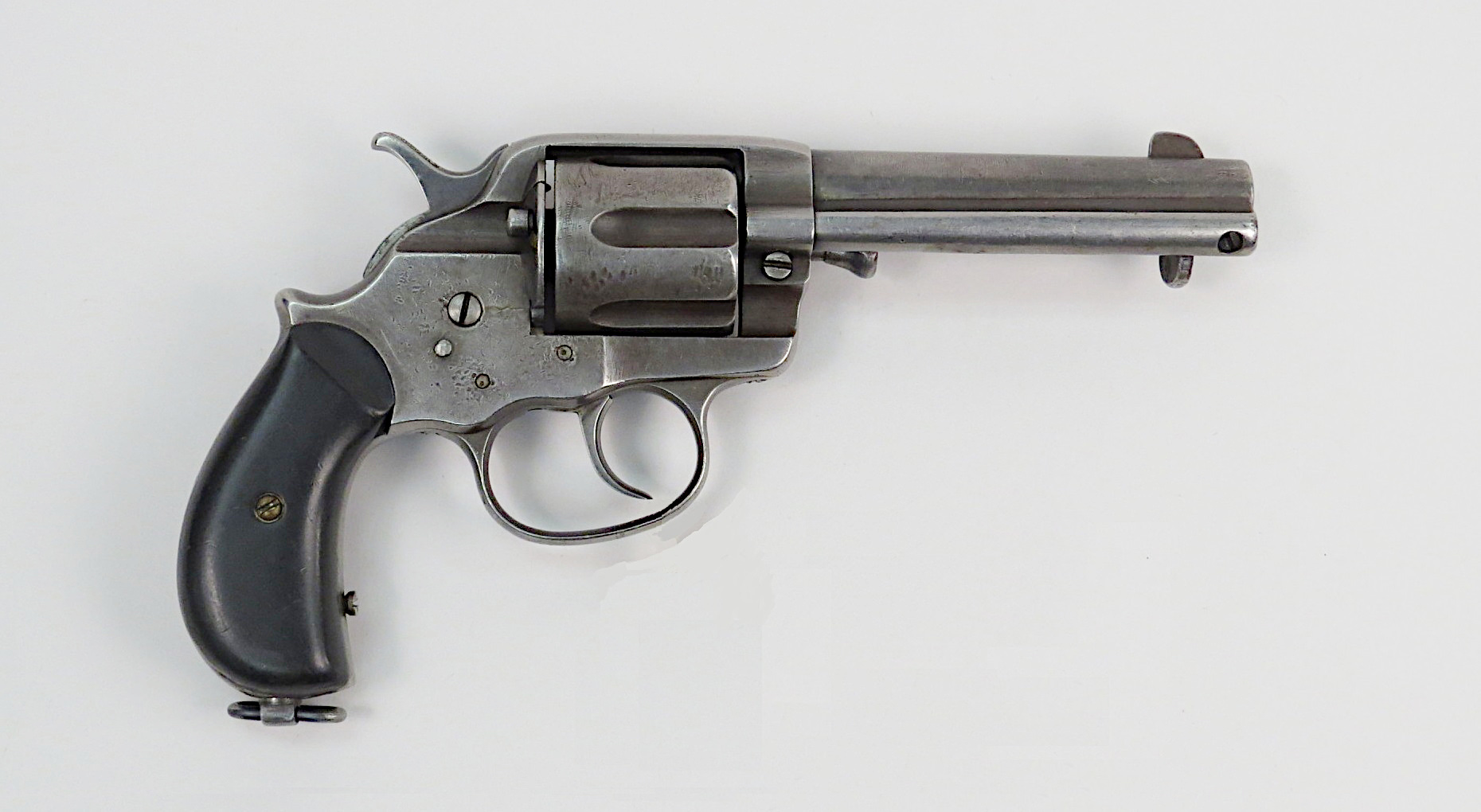
Um Colt M1878 "Frontier".

O M1878 foi projetado por William Mason, gerente da fábrica da Colt e Charles Brinckerhoff Richards, Superintendente de Engenharia. Era semelhante em design ao Colt Model 1877. O Model 1878 tinha uma estrutura maior e, portanto, às vezes é referido como "large frame double-action revolver", enquanto o Model 1877 é também conhecido como "small frame double-action revolver". O Model 1878 foi considerado um design mais robusto e confiável do que o Model 1877.

## Projeto e características
O design do Model 1878 foi baseado no Model 1877, que por sua vez foi fortemente baseado no design do revólver Colt Single Action Army anterior. Um suporte foi adicionado para conectar o movimento do gatilho ao cão. A parte superior do gatilho desliza para além da haste de modo que o cão fica totalmente engatilhado se for puxado para trás manualmente.
O Modelo 1878 tinha uma estrutura maior do que o Model 1877, o que lhe permitia disparar cartuchos maiores e mais poderosos, como o .45 Colt e o .44-40, e usava as mesmas peças de cano e ejetor que o revólver "Single Action Army" e um cilindro muito semelhante. Ao mesmo tempo, a fábrica modificou os cilindros do Model 1878 para uso em revólveres de ação simples na tentativa de usar peças sobressalentes.

## Variantes
O Modelo 1878 estava disponível em muitos calibres, sendo os mais populares o .45 Colt e o .44-40. As empunhaduras padrão eram de borracha dura zigrinada preta, mas alguns dos primeiros revólveres eram produzidos com talas de nogueira zigrinada. Os comprimentos de cano disponíveis eram 3, 3 ½, 4, 4 ¾, 5 ½ e 7 ½ polegadas, embora sejam encontrados exemplares raros com canos de 2 ½ e no outro extremo, de 12 polegadas. Revólveres com canos de 4 polegadas e mais curtos não tinham um ejetor.

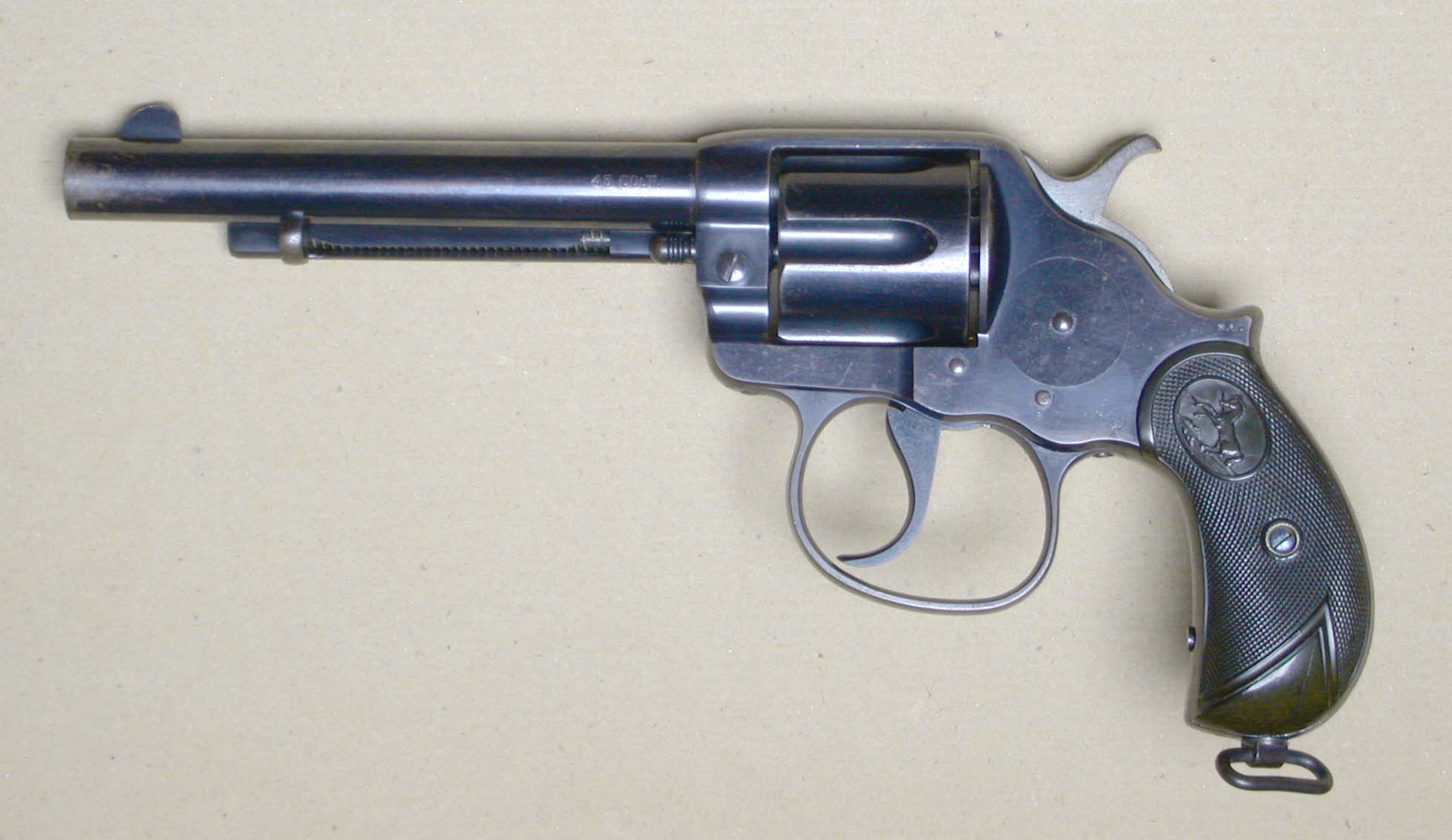
Um Colt M1878 "Philippine", com os característicos
gatilho mais comprido e guarda-mato maior.

Em 1902, 4.600 revólveres Model 1878 foram produzidos para um contrato do Exército dos EUA. A intenção deles era equipar o "Philippine Constabulary" ("Polícia Filipina") sob o comando do General de brigada Henry T. Allen na Insurreição Filipina. Esses revólveres tinham canos diferenciados de 6 polegadas, cabos de borracha dura e câmaras para a munição .45 Colt. Eles tinham molas principais reforçadas e gatilhos mais longos para dar ao usuário mais efeito de alavanca em um gatilho mais pesado, resultando em guarda-matos maiores. A mola principal reforçada foi necessária para disparar os cartuchos ".45 Government", que tinham uma espoleta menos sensível em comparação com a munição civil .45 LC. Muitas pessoas presumiram incorretamente que o guarda-mato maior fosse para permitir que o revólver fosse operado usando luvas, portanto, "Alaskan Model" é uma denominação incorreta. Esses revólveres são designados não oficialmente como "Model 1902" (M1902).

## Calibres
O Colt M1878 foi apresentado nos seguintes calibres.
- Para o mercado americano:[3]
  - .32-20
  - .38 Colt ("Lightning")
  - .38-40
  - .41 Colt ("Thunderer")
  - .44-40
  - .45 Colt

- Para o mercado britânico e suas colônias:[3]
  - .450 Boxer
  - .455 Webley
  - .476 Eley